# Luciano Narsingh
Luciano Narsingh (Ámsterdam, Países Bajos, 13 de septiembre de 1990) es un futbolista neerlandés que juega de centrocampista en el Nea Salamina Famagusta de la Primera División de Chipre.

## Selección nacional
Ha sido internacional con la selección de fútbol de los Países Bajos en 19 ocasiones y ha marcado 4 goles. Debutó el 30 de mayo de 2012, en un encuentro amistoso ante la selección de Eslovaquia que finalizó con marcador de 2-0 a favor de los neerlandeses.

### Participaciones en Eurocopas
| Eurocopa      | Sede              | Resultado    |
| ------------- | ----------------- | ------------ |
| Eurocopa 2012 | Polonia y Ucrania | Primera fase |

## Clubes
| Club                   | País         | Año       |
| ---------------------- | ------------ | --------- |
| S. C. Heerenveen       | Países Bajos | 2008-2012 |
| PSV Eindhoven          | Países Bajos | 2012-2017 |
| Swansea City A. F. C.  | Gales        | 2017-2019 |
| Feyenoord              | Países Bajos | 2019-2021 |
| F. C. Twente (cedido)  | Países Bajos | 2021      |
| Sydney F. C.           | Australia    | 2022      |
| Miedź Legnica          | Polonia      | 2022-2023 |
| Nea Salamina Famagusta | Chipre       | 2023-     |

## Palmarés

### Campeonatos nacionales
| Título                        | Club             | País         | Año     |
| ----------------------------- | ---------------- | ------------ | ------- |
| Copa de los Países Bajos      | S. C. Heerenveen | Países Bajos | 2008-09 |
| Supercopa de los Países Bajos | PSV Eindhoven    | Países Bajos | 2012    |
| Eredivisie                    | PSV Eindhoven    | Países Bajos | 2014-15 |
| Supercopa de los Países Bajos | PSV Eindhoven    | Países Bajos | 2015    |
| Eredivisie                    | PSV Eindhoven    | Países Bajos | 2015-16 |